# Cañón automático

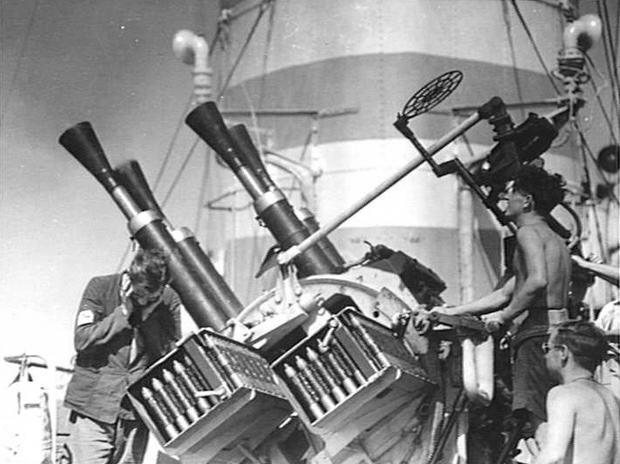
Una batería antiaérea de 4 cañones navales QF de 2 libras "pom-pom", a bordo del buque de guerra inglés HMAS Nizam. 1941.

El cañón automático es un arma de proyectiles con un calibre superior a una ametralladora, y una cadencia de tiro mayor a la de un cañón utilizado por unidades de infantería. El término cañón fue utilizado durante la Segunda Guerra Mundial para la descripción de armas usadas en aeronaves, donde la distinción preponderante era que los proyectiles fueran explosivos. Después de la guerra, armas similares fueron usadas con cargas no explosivas en misiones contra tanques, y el término ‘cañón automático’ comenzó a generalizarse y hacerse popular. Al día de hoy, se distinguen típicamente por la incorporación de algunos métodos automáticos de alimentación y disparo.
En general su calibre es mayor que una ametralladora —calibre 20 mm o más—. Sin embargo, es más pequeño que un cañón de campaña u otras piezas de artillería y sus características le otorgan una mayor cadencia de tiro. A pesar de ello, es bastante común encontrar cañones automáticos navales con un calibre de 5" (127 mm) e incluso mayores.
El empleo original para los cañones automáticos era la artillería antiaérea, debido a que los aviones (blancos aéreos) volaban a velocidades cada vez más altas, lo cual significaba un problema para la artillería convencional, al no poder hacer fuego a una velocidad suficientemente elevada para tener una probabilidad significativa de impactar un avión en vuelo. El uso del cañón automático como arma aérea se ha estandarizado, sobre todo debido a que las ametralladoras más pequeñas se hicieran ineficaces contra unos objetivos cada vez más veloces. Las fuerzas terrestres fueron más lentas para adoptar el cañón automático. No obstante, existe una tendencia en aumento en esa dirección.

## Definición
La definición precisa de cañón automático es frecuentemente confusa, ya que hay otras armas que cumplen varios criterios que lo definen. Sin embargo, una definición útil sería que un cañón automático es una gran ametralladora que dispara proyectiles explosivos, mientras que una ametralladora dispara balas macizas. Al igual que la ametralladora, el cañón automático solamente puede hacer fuego en ráfagas.
Las ametralladoras, también son armas que emplean un mecanismo automático para funcionar con una limitada intervención humana. Sin embargo, éstas son frecuentemente armas más pequeñas y pueden ser transportadas por sus operador, mientras que los cañones automáticos necesitan una cureña o afuste para absorber el retroceso. Los proyectiles del cañón automático generalmente son de calibre 20 mm o mayores, pudiendo ser explosivos. Además, el cañón automático generalmente tiene un mayor alcance y capacidad de penetración respecto a las ametralladoras.
Otra arma similar al cañón automático es el lanzagranadas automático. Este habitualmente va montado sobre un trípode o un vehículo blindado de combate, siendo capaz de disparar proyectiles explosivos con gran cadencia. Las principales diferencias serían su pequeño tamaño y el empleo de munición de menor velocidad.

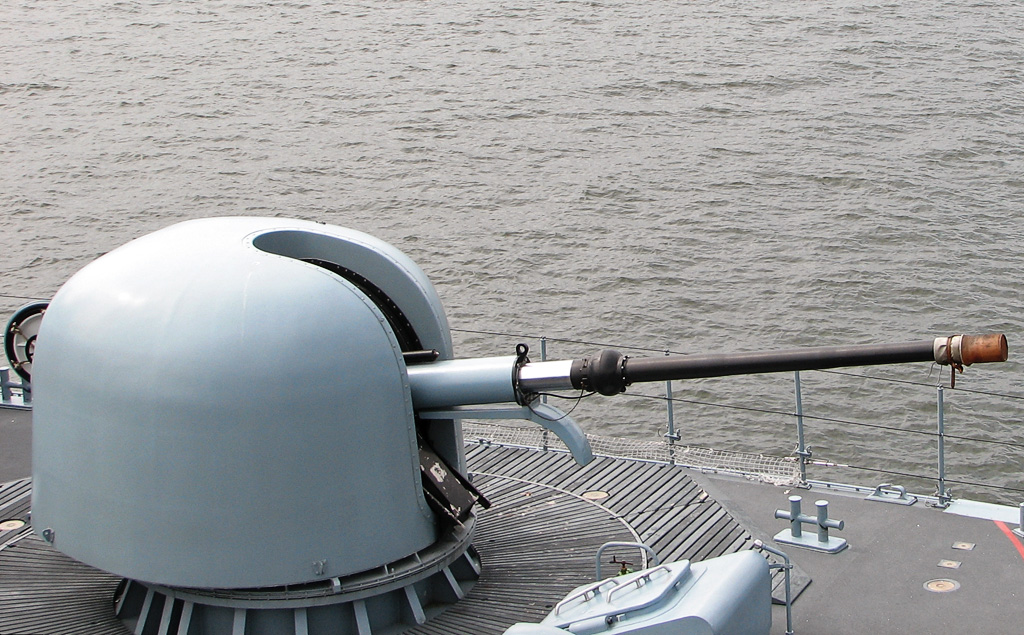
Cañón naval Otobreda 76 mm.

Cañones de mayor calibre han sido equipados con mecanismos de recarga automáticos, por lo que técnicamente pueden ser considerados como cañones automáticos. Diversos tanques, como el T-80 ruso y el Leclerc francés, emplean cargadores automáticos para reducir la habitual tripulación de cuatro —comandante, conductor, artillero y cargador— a tres al eliminar al cargador. Estos cañones generalmente alcanzan una cadencia similar a la de un operador humano —lo cual los excluye de la categoría de cañones automáticos—, aunque futuros desarrollos como los tanques de la serie Future Combat Systems podrían tener mayores cadencias de disparo. La artillería autopropulsada también sigue la misma tendencia que los tanques: el obús autopropulsado alemán PzH 2000 es capaz de disparar 13 proyectiles por minuto, pero también puede disparar rápidamente 3 proyectiles en 9 segundos y 10 proyectiles en 56 segundos. Para lograr estas cadencias, emplea tanto un cargador automático como dos cargadores.
Los cañones navales modernos, como el Otobreda 76 mm italiano y el 5"/54 Mark 45 (127 mm) estadounidense, son capaces de alcanzar altas cadencias de disparo. Estos emplean cargadores automáticos para recargar desde un depósito, permitiéndoles altas cadencias de disparo contra blancos en superficie o aéreos. Los cañones automáticos navales entraron en servicio tras el ocaso de los cañones navales de grueso calibre y el creciente empleo de misiles. Una notable excepción es el cañón naval gemelo ruso AK-130 de calibre 130 mm/70 (5.1"), empleado en la mayoría de los grandes navíos rusos, que con su cadencia de 10-40 disparos por minuto para cada cañón es hoy en día el arma de grueso calibre más rápida conocida.

## Características
Puede emplear una gran variedad de municiones: entre los proyectiles habituales figuran los de alto poder explosivo y doble propósito (HEDP), así como varios tipos de proyectiles antiblindaje (AP), tales como los compuestos rígidos (APCR) y los perforadores cinéticos (APDS).
Aunque tiene capacidad para una gran cadencia de tiro, el cañón automático se sobrecalienta si es empleado para abrir fuego continuo y está limitado a la cantidad de munición que puede transportar el vehículo o sistema de armas en donde está montado. Tanto el Bushmaster estadounidense de 25 mm como el RARDEN británico de 30 mm tienen una cadencia de tiro relativamente lenta para no agotar demasiado rápido su munición. La cadencia de fuego de un cañón automático moderno varía entre 90 disparos/minuto en el RARDEN británico
y los entre 1700 y 1800 disparos/minuto en el caso del Mauser BK-27.
En la actualidad los cañones rotativos —múltiples cañones— tienen cadencias de miles de disparos por minuto. Estas cadencias de fuego extremadamente altas son empleadas especialmente en la defensa antiaérea y el combate aire-aire, donde el objetivo está expuesto por un corto periodo, por lo tanto el tiempo de reacción es mínimo y las armas son habitualmente disparadas en ráfagas cortas.

## Historia
La primera arma de fuego que puede considerarse como un cañón automático fue inventada en el siglo XVI por Fathullah Shirazi, un polímata e ingeniero mecánico persa que trabajó para Akbar el Grande en el Imperio mogol. Al contrario del polybolos y las ballestas de repetición empleadas en la Antigua Grecia y China respectivamente, la máquina de disparo rápido de Shirazi era un cañón de mano con 17 cañones.
Otra arma que técnicamente puede ser considerada como un cañón automático es el Cañón Puckle,
inventado por James Puckle
a inicios del siglo XVIII. Este era un pesado cañón montado sobre un trípode, con un tambor que tenía nueve recámaras. Empleaba una manivela montada en la parte posterior para girar el tambor y alinear sus recámaras con el cañón. A pesar de disparar y recargarse con más rapidez que el mosquete empleado por un soldado promedio, no logró captar el interés de potenciales financiadores o del Ejército Británico.
Pero ninguno de estos fueron verdaderos cañones automáticos, pudiendo considerarse como cañones múltiples o ametralladoras manuales. Los primeros modelos de armas automáticas no tuvieron un amplio empleo debido a la falta de interés y a las limitaciones técnicas, como su difícil mantenimiento y reparación. No fue sino hasta el siglo XIX cuando las armas automáticas pasaron a ser factibles gracias al desarrollo de fulminantes con cápsula metálica y la pólvora sin humo.

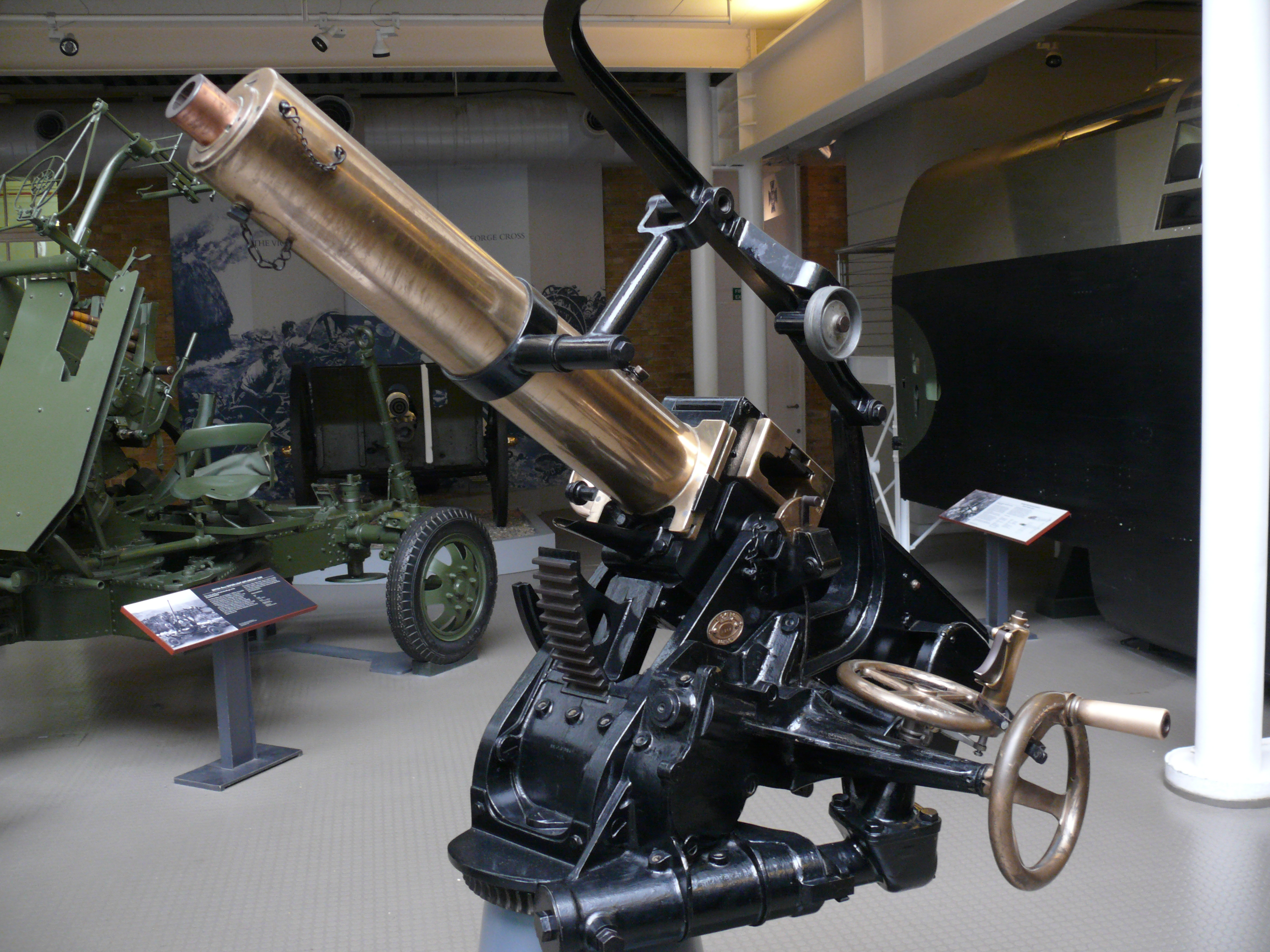
Un cañón QF de 1 libra Mk II "pom-pom" de 1903.

El primer cañón automático moderno que hizo uso de todos estos avances fue el Cañón QF de 1 libra británico, llamado también «cañón pom-pom». Era básicamente una versión de gran tamaño de la ametralladora Maxim, la primera ametralladora totalmente automática, que solamente precisaba apretar su gatillo para disparar. El «pom-pom» disparaba un proyectil explosivo de una libra, con una cadencia de más de doscientos disparos por minuto; era mucho más rápido que la artillería convencional y poseía un mayor alcance que el fusil de infantería.
Durante la Primera Guerra Mundial, el cañón automático fue principalmente empleado en las trincheras y como cañón antiaéreo. Los británicos emplearon cañones «pom-pom» como parte de su sistema de defensa aérea contra los zepelín alemanes que bombardeaban Londres, aunque fueron de escasa utilidad, ya que sus proyectiles no penetraban o detonaban al impactar contra la suave cubierta de estos. Se intentó su empleo a bordo de aviones, aunque con éxito limitado. El más efectivo Cañón naval QF de 2 libras sería desarrollado durante la guerra para ser empleado como cañón antiaéreo y arma defensiva a corta distancia en los buques de guerra.
El cañón automático fue empleado a mayor escala durante la Segunda Guerra Mundial. En el período de entreguerras, el diseño de los aviones de combate evolucionó del formato biplano al formato monoplano. Comenzaron a emplearse aleaciones ligeras para las superficies de los aviones en lugar de lona y la cabina fue cubierta con vidrio. El consecuente aumento de la velocidad y durabilidad de éstos redujo el margen de oportunidad para atacarlos. Los cañones antiaéreos pesados eran incapaces de seguir a los rápidos aviones que volaban a baja altura, mientras que las ametralladoras no tenían el suficiente alcance y poder de fuego para derribarlos. Esta necesidad de cañones de alta velocidad fue notable durante las primeras etapas de la Segunda Guerra Mundial, sobre todo contra aviones tácticos que volaban a baja altura y permitían poca o ninguna advertencia, o aquellos que atacaban en picada sobre una posición. La carencia de radares de dirección para las armas, y espoletas de proximidad para los proyectiles, hizo aún más esencial el disparar y proyectar grandes cantidades (números) de proyectiles para aumentar la probabilidad de un impacto.

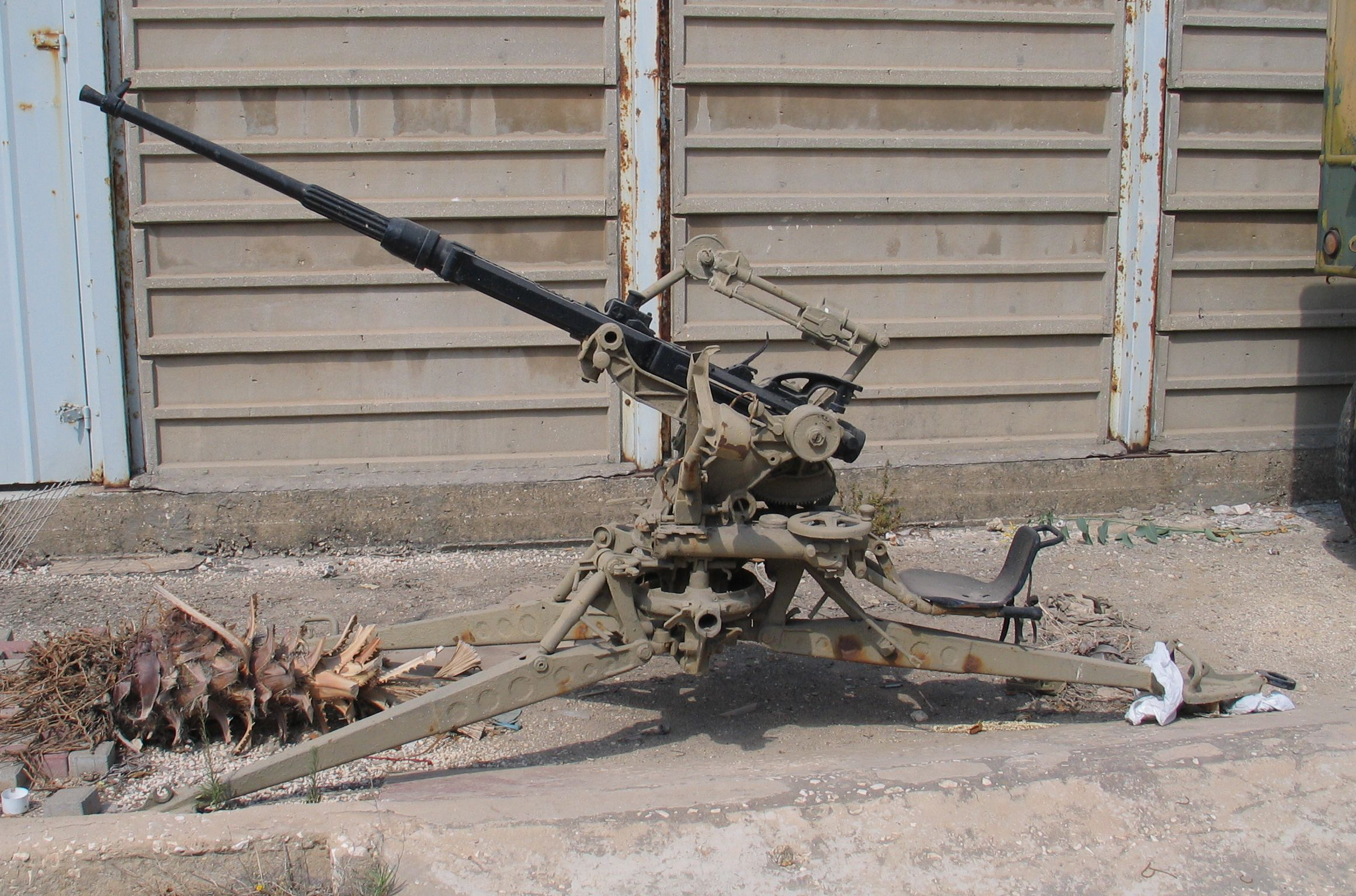
Un Oerlikon 20 mm, uno de los primeros cañones automáticos.

En 1944 y 1945, el problema se hizo aún más agudo, con el advenimiento de los kamikaze japoneses. Anteriormente, si se derribaba un bombardero a una distancia lejana de un barco, este no significaba ninguna amenaza; su curso era regularmente hacia el agua, o, si resultaba ligeramente dañado, regresaba invariablemente a su base. Cuando un kamikaze era descubierto, este mantenía deliberadamente un curso que chocaría contra el bjetivo, entonces la energía del fuego antiaéreo tenía que destruirlo en el aire, o al menos desviar su curso de tal manera que cayera en el mar. Los anteriores cañones Oerlikon 20 mm no tenían la energía suficiente para cumplir dicho cometido (destrucción total del blanco o desviar su rumbo), y el más competente Bofors 40 mm fue rápidamente añadido en el arsenal aliado.

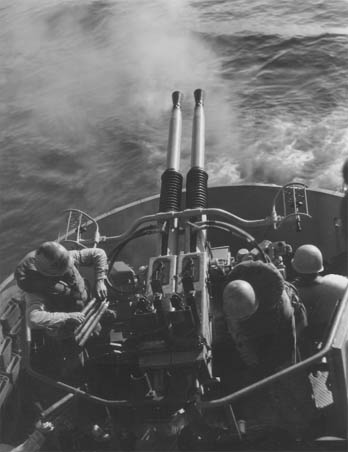
Batería de dos cañones automáticos Bofors 40 mm, a bordo del USS Rankin (AKA-103).

El tanque ligero alemán Panzer II, que era uno de los más numerosos tanques en servicio durante la Invasión de Polonia y la Batalla de Francia, tenía como armamento principal un cañón automático de 20 mm. A pesar de ser ineficaz contra el blindaje de otros tanques incluso durante las primeras etapas de la guerra, era capaz de penetrar su blindaje posterior a corta distancia. Los cañones automáticos eran efectivos contra vehículos sin blindaje y tropas, siendo empleados a bordo de automóviles blindados contra estos blancos. Por ejemplo, el 575º Batallón de Artillería Antiaérea estadounidense dice haber disparado 2036 balas calibre 37 mm contra blancos terrestres con los cañones automáticos montados en los semiorugas M15 durante seis meses de combate en el noroeste de Europa en 1944-45.
Modelos de mayor calibre, como el Vickers S de 40 mm, fueron montados a bordo de aviones de ataque a tierra para emplearse como arma antitanque, un papel para el cual eran efectivos debido al hecho de que la parte superior de un tanque tiene por lo general un blindaje más delgado.
A bordo de los aviones, el cañón automático reemplazó eventualmente a las ametralladoras que disparaban cartuchos de fusil. Mientras que las ametralladoras precisaban impactar puntos clave de un avión para derribarlo, como los tanques de combustible o la cabina, un cañón automático podía impactar en cualquier parte y producir suficiente daño como para dejar fuera de combate a un avión. Hacia el final de la Segunda Guerra Mundial, virtualmente todos los cazas iban armados con algún tipo de cañón automático, siendo las únicas excepciones las ametralladoras pesadas de calibre mayor a 12,7 mm.

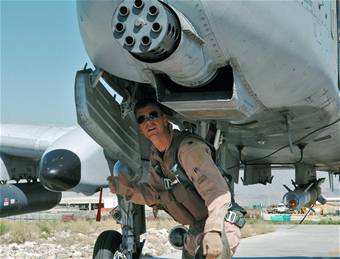
El GAU-8 Avenger de 30 mm en el morro de un A-10 Thunderbolt II.

La Luftwaffe realizó experimentos y empleó limitadamente su serie de cañones automáticos Bordkanone calibre 37 mm, 50 mm y 75 mm, los cuales eran frecuentemente instalados en contenedores bajo el fuselaje o las alas. El cañón BK 37 de 37 mm , basado en el cañón antiaéreo 3,7 cm FlaK 43 empleado por el Ejército, era frecuentemente instalado en contenedores bajo las alas (dos por avión) de una pequeña cantidad de bombarderos en picado Ju 87G Stuka Panzerknacker adaptados como cazatanques.
El cañón BK 5 de 50 mm, basado en el cañón 5 cm KwK 39 del tanque Panzer III, fue instalado a bordo de uno de los bombarderos Ju 88P adaptados como caza pesado (mientras que los otros dos empleaban los demás modelos de Bordkanone) y a bordo del Me 410 A-1/U4, la versión de ataque del caza pesado Me 410 Hornisse. Se construyeron 300 unidades del BK 5, más que de las otras dos versiones.
El BK 7,5 de 75 mm, basado en el cañón antitanque semiautomático PaK 40, solamente fue instalado a bordo del caza pesado Ju 88P-1 y a bordo del avión de ataque a tierra bimotor Hs 129 B-3.
El BK 7,5 fue el cañón automático más grande alguna vez instalado a bordo de un avión, hasta la entrada en servicio de la del avión de ataque a tierra A-10 Thunderbolt II y su cañón rotativo GAU-8 Avenger en 1977.

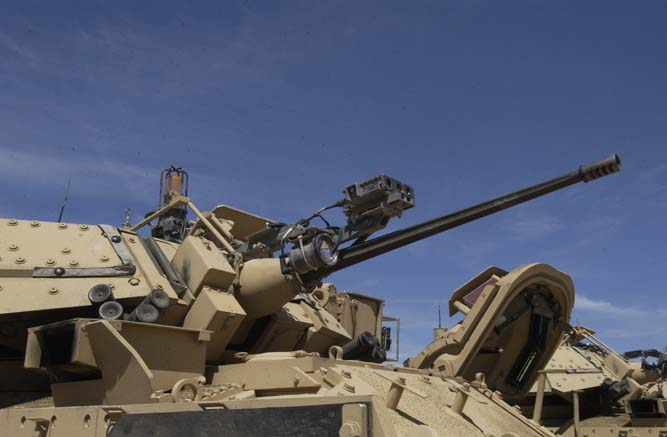
M242 Bushmaster de 25 mm en la torreta de un M2 Bradley.

Después de la guerra, tanto las potencias occidentales como la Unión Soviética adoptaron el cañón automático para una gran variedad de papeles en la guerra aérea, naval y terrestre. Ejemplos de cañones automáticos son el M242 Bushmaster de 25 mm
montado en la torreta del M2/M3 Bradley, el cañón antiaéreo Bofors 40 mm, el Mauser BK-27, que es empleado en todos los aviones y a bordo de varias embarcaciones del Bundeswehr, el M61A1 de 20 mm empleado por la Armada y la Fuerza Aérea de los Estados Unidos, así como el GAU-8 Avenger empleado a bordo del A-10 Thunderbolt II.

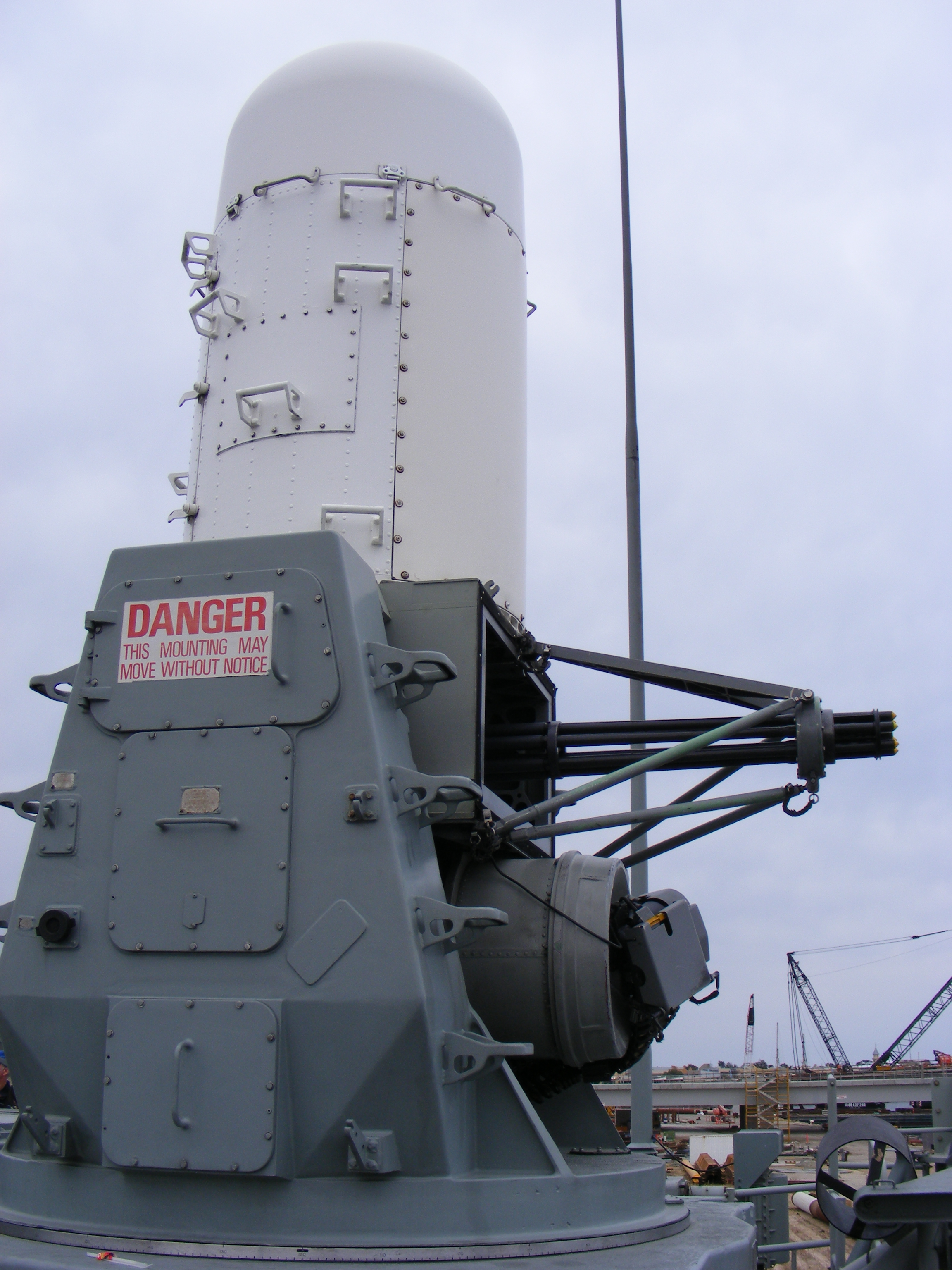
Un Phalanx CIWS antimisil a bordo de la fragata HMAS Adelaide (FFG01).

Otro papel asociado con el cañón automático es el Sistema de Defensa Próxima de los navíos de guerra, donde son empleados para destruir misiles antibuque y aviones en vuelo rasante. La carrera de velocidad entre las armas de defensa antiaérea y armas entrantes (aviones y misiles) continua, y, mientras el 30 mm Goalkeeper británico y el 20 mm Phalanx Close-In Weapons System (CIWS) estadounidense son competentes para enfrentar misiles antibuque subsónicos como el Exocet francés, ellos no son lo suficientemente rápidos para contrarrestar misiles supersónicos que viajan rozando las olas del mar, como el Moskit ruso (OTAN/NATO SS-N-22 SUNBURN). Los sistemas de defensa cercana dependen cada vez más en misiles más rápidos, tales como el RIM-116 Rolling Airframe Missile (RAM). El sistema de defensa cercana ruso Kashtan —conocido por la OTAN como CSDA-N-1—, combina misiles SA-N-11 GRISON con cañones automáticos "Kortik".
Los buques de guerra modernos, sin embargo, todavía llevan cañones automáticos como el Bushmaster de 25 mm
como defensa contra ataques por parte de barcos pequeños y rápidos. Especialmente contra intentos de ataque tipo suicida, dichos ataques, podrían ser ciertamente realizables y en ocasiones efectivos, considerando los actuales misiles supersónicos de baja altitud que viajan rozando el mar y cuya intercepción es más una problemática de tipo antimisil que de un arma general antibuque.

## Usos actuales

### Guerra naval

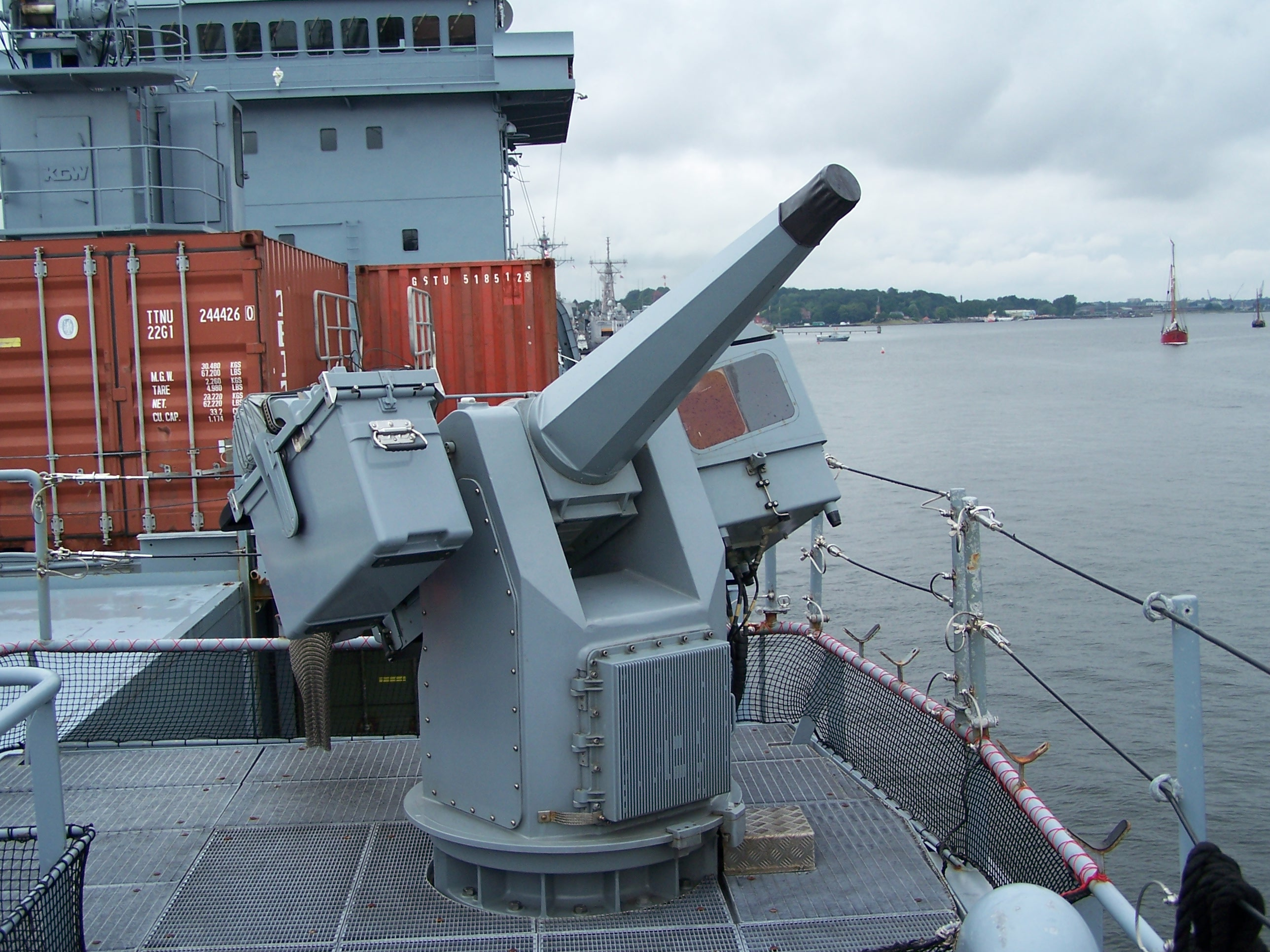
MLG27 en un buque de guerra.

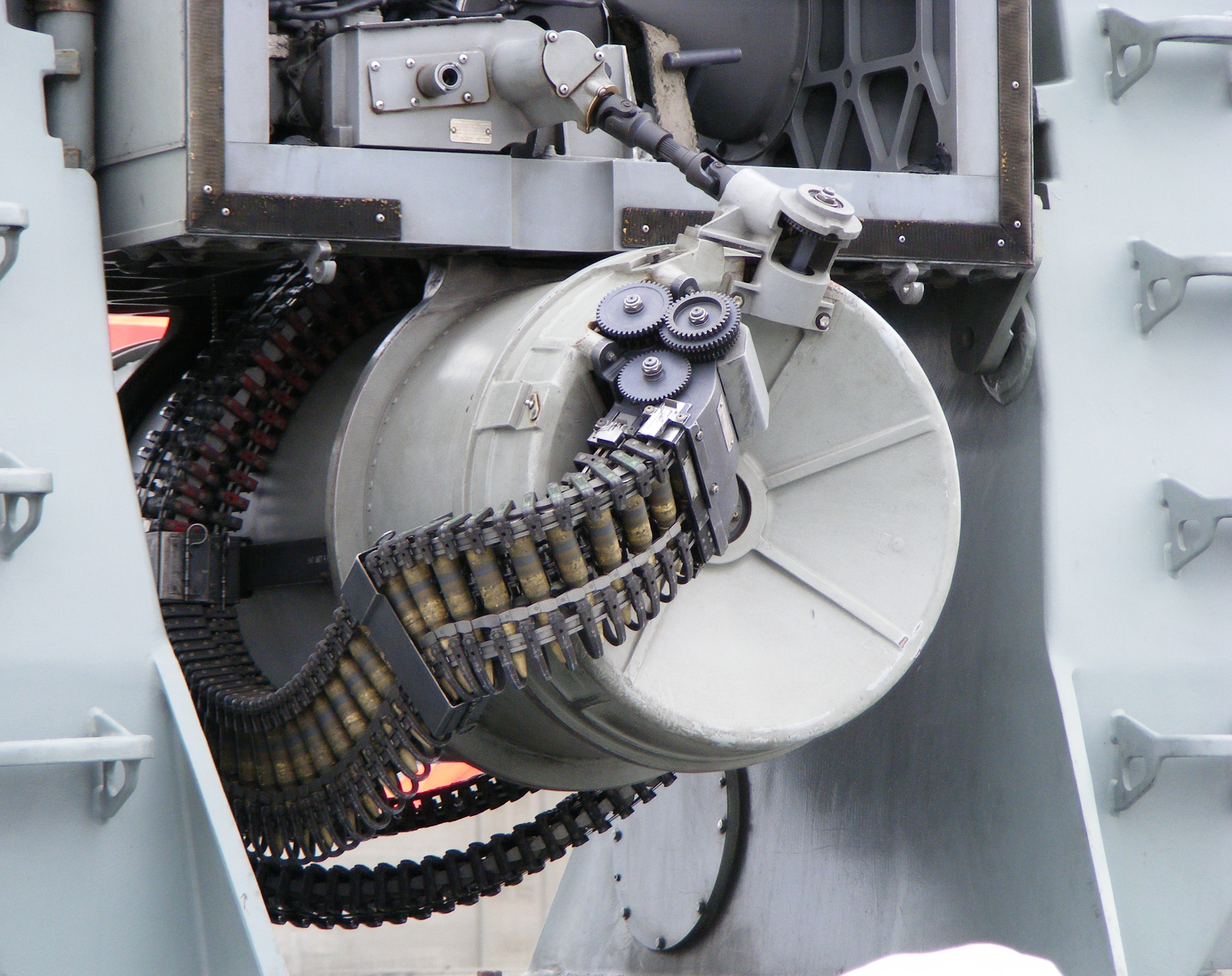
Detalle del sistema de alimentación de un Phalanx CIWS, a bordo del HMAS Adelaide.

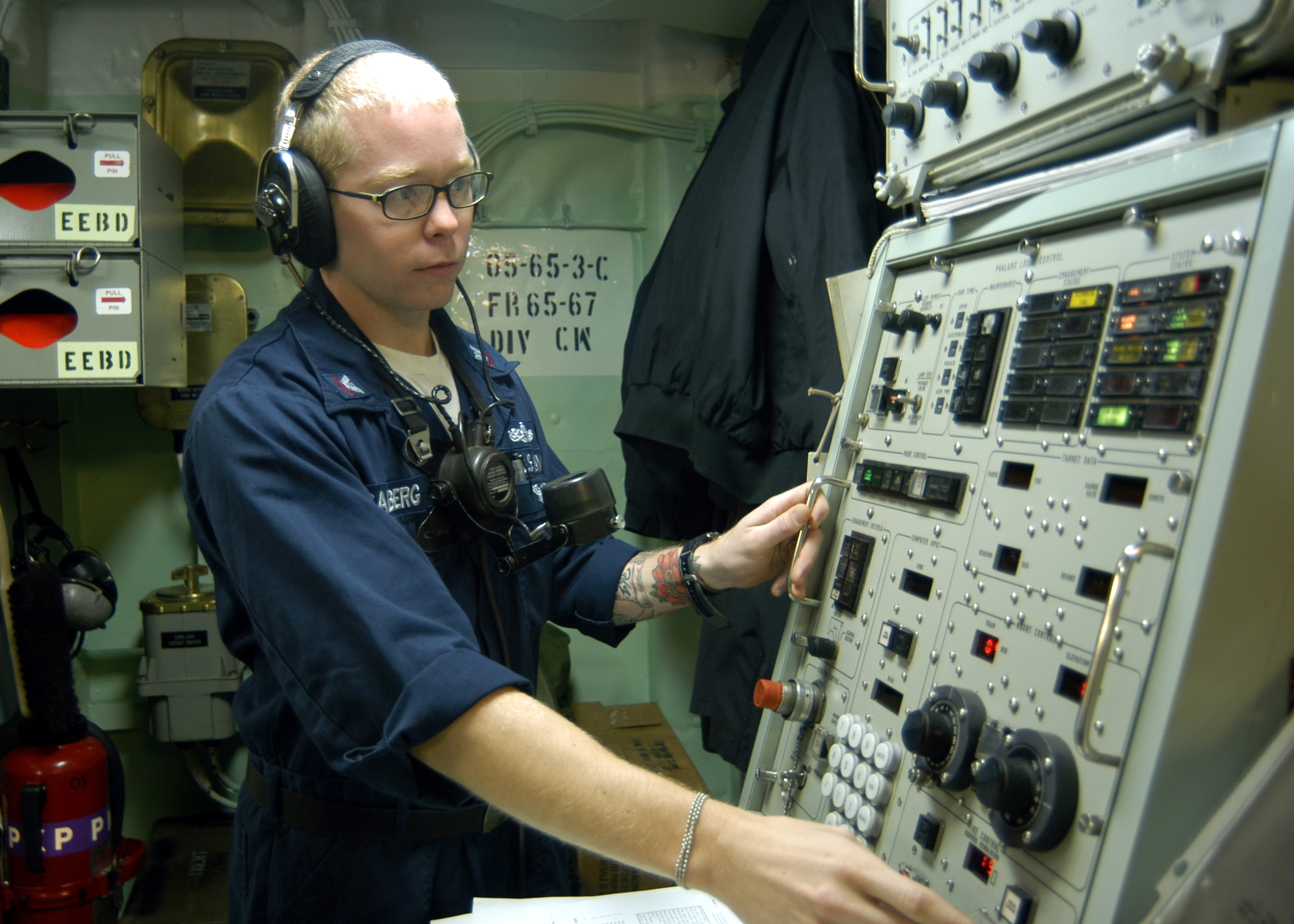
Panel de control en el cuarto de mando del CIWS, a bordo del USS Kearsarge.

Después de la Segunda Guerra Mundial, la tendencia al cañón automático de calibre más grande continuó por varios motivos. Primero, porque podría tomar un proyectil de 5 " para derribar un misil antibuque de alta velocidad o un avión de combate. Segundo, introduciendo la carga y el disparo automático, especialmente cuando las armas de los barcos fueron controladas por radar y operadas desde una sala de control, las exigencias en cuanto al tamaño de la tripulación disminuían.
Se experimentó cañones con varias innovaciones para aumentar las cadencias de disparo con la aplicación de bombardeo de costas. El cañón automático hasta 8 "/203 mm fue probado, pero tenía demasiado retroceso para buques pequeños, que tampoco podían llevar suficientes municiones.
La tendencia de hoy es de estandarizar un calibre de cañón automático naval de 155 mm, como el 155 mm/62 (6.1") Advanced Gun System (AGS).
El entusiasmo inicial por esta arma, que debía haber sido presentada en los nuevos destructores clase Zumwalt, fue oscurecido cuando la construcción de aquella clase fue reducida a seis o menos barcos, con dos montajes de cañones por barco.
La empresa BAE Systems es la desarrolladora del Proyectil de Ataque a Tierra de Largo Alcance LRLAP, el cual se encuentra en periodo de pruebas. El 18 de julio de 2005, la empresa Lockheed Martin recibió un contrato valorado en $120 millones para las pruebas y desarrollo posteriores del sistema LRLAP para el sistema de armas avanzado "AGS" sobre el destructor de nueva generación de la Armada de los Estados Unidos, designado como DD(X). El costo —además de la bonificación— requiere la conclusión del contrato del LRLAP con la finalidad proveer, respuesta rápida y precisa, alto volumen, y soporte de largo alcance para la fuerza del Cuerpo de Marines de los Estados Unidos en sus operaciones en las costas. El nuevo contrato exige el desarrollo adicional y pruebas entre los años 2006-2008 y el soporte para las respectivas pruebas de certificación entre el 2009-2010. Más de 100 proyectiles deberán ser entregados y probados bajo dicho contrato. La producción regular del sistema se espera comience en el 2011.

### Guerra aérea

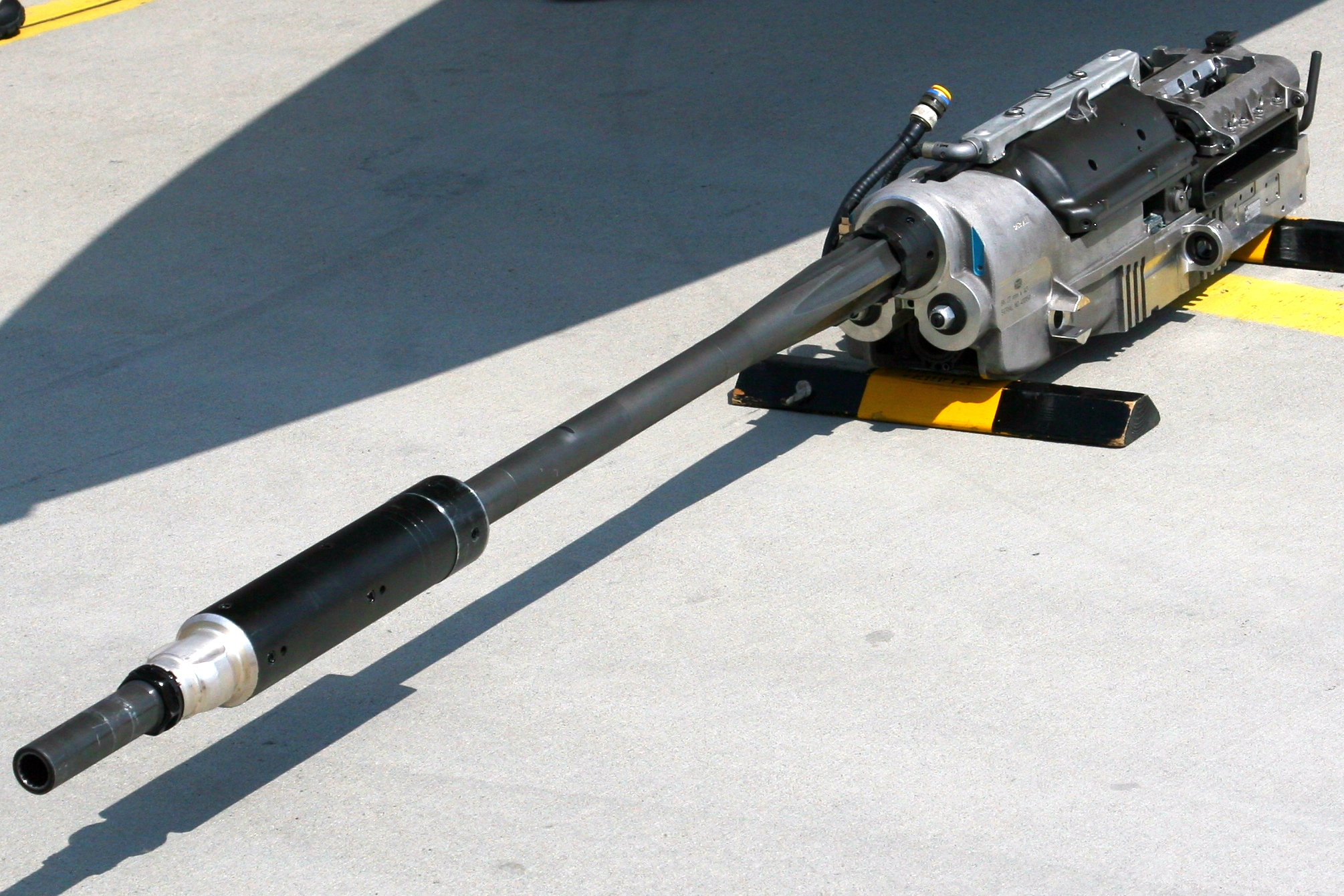
Mauser BK-27 de 27 mm.

A mediados de la década de 1950, el cañón automático de 20 mm se había convertido en un arma estándar para los aviones de combate occidentales. Los soviéticos hicieron considerable uso de cañones automáticos de 23 mm, y experimentaron con cañones de 37 mm, pero ambos bandos (tanto Estados Unidos como la Unión Soviética) generalmente encontraron que el calibre de 20 mm era el más útil para el ataque a tierra y el combate aéreo cercano. Durante cierto tiempo, los estrategas estadounidenses creyeron que los misiles aire-aire sustituirían los cañones automáticos de los aviones en el combate aéreo, y las aeronaves como el F-4 Phantom II —en sus primeras versiones— fueron originalmente desarrolladas sin un cañón automático interno. La experiencia de la Guerra de Vietnam, sin embargo, rápidamente mostró la necesidad de un cañón en algunos combates aire-aire de corto alcance. No pasó mucho tiempo para que los Phantom F-4C de la USAF empezasen a llevar contenedores de armas externos SUU-16 o SUU-23 que portaban un cañón tipo gatling M61 Vulcan de 20 mm. La ausencia del cañón fue subsanada definitivamente con el siguiente modelo Phantom F-4E.

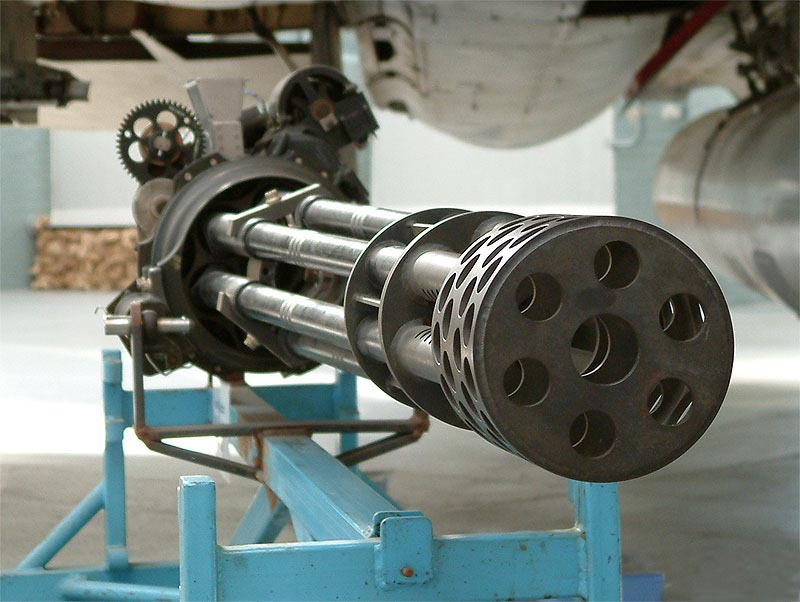
M61 Vulcan de 20 mm.

Con el incremento de la velocidad de los aviones, los cañones automáticos vinieron a tener una cadencia de fuego mucho mayor, con nuevas técnicas mecánicas como los cañones rotativos o mecanismos accionados mediante una fuente de energía externa. Algunos de estos cañones automáticos podían disparar a una cadencia tan alta como 6000 disparos/minuto.

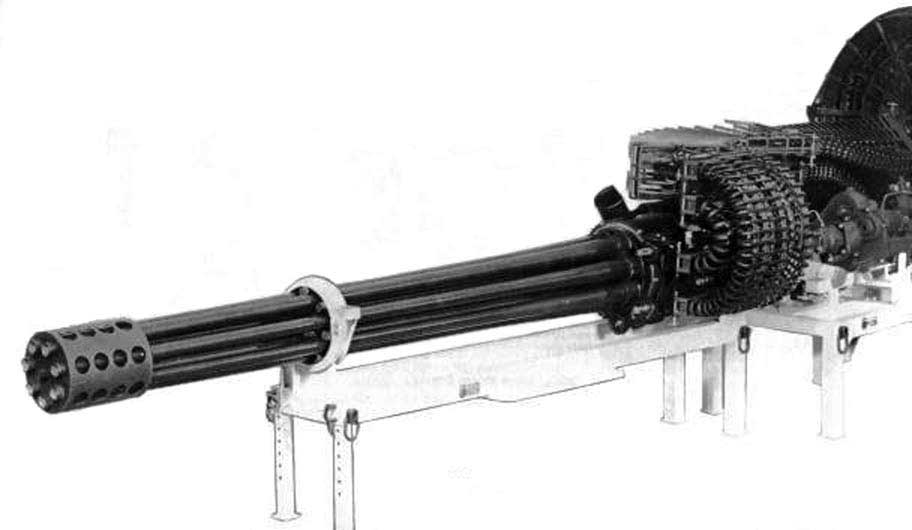
GAU-8/A Avenger de 30 mm usado en el A-10 Thunderbolt II.

La disponibilidad de tales ametralladoras y cañones de alta velocidad, produjo durante la Guerra de Vietnam una adaptación, donde varias armas de ese tipo fueron montadas a los lados en aviones de transporte, y usadas para el apoyo a tierra en un área donde no hubiera ninguna amenaza de defensa antiaérea. La técnica ha demostrado ser sumamente útil y persiste al día de hoy en los AC-130H/U Spectre/Spooky II (Avión de Ataque Pesado).

Originalmente proyectado para luchar contra los tanques del Pacto de Varsovia que supuestamente atacarían Europa Occidental, el A-10 Thunderbolt II, fue diseñado y construido alrededor del cañón GAU-8 Avenger de 30 mm. A pesar de que se emplearon cañones de avión más grandes, este fue el cañón más poderoso, en términos de la energía cinética del proyectil y la cadencia de disparo incorporado en un avión. El A-10 fue así mismo planificado para ser sumamente resistente, y no estéticamente atractivo; en la práctica, nunca fue denominado como Thunderbolt II, sino como Warthog.

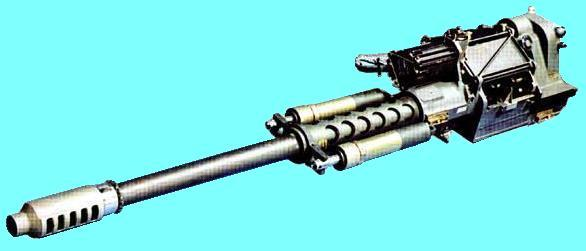
M230 de 30 mm usado en el AH-64 Apache.

En la actualidad todas las aeronaves en construcción, sin importar cuán avanzadas tecnológicamente hablando, llevan un cañón automático, por lo general de 20 o 25 mm, con una muy alta cadencia de tiro, y sólo municiones suficientes para unas pocas ráfagas de disparo. En el futuro, un láser podría sustituir el cañón como un arma de combate aéreo de fuego directo, pero eso es muy diferente a substituir un cañón por un misil. Un misil tiene una distancia mínima de enfrentamiento —restricciones de disparo en la distancias muy cortas— y a menudo limitaciones en la geometría de disparo en los enfrentamientos (los ángulos en relación con el blanco en que puede ser utilizado).
Los helicópteros de ataque AH-64 Apache llevan un potente cañón automático de 30 mm con capacidad antitanque. Este tiene una cadencia de tiro de 600-650 proyectiles por minuto, un alcance máximo de 4000 m, y un alcance efectivo de 1500-1700 m. Utiliza munición M789 de alto poder explosivo (HE) y doble propósito, y dispone de una capacidad máxima de 1200 proyectiles. Sin embargo, ellos confían principalmente en los misiles AGM-114 en combates contra tanques, y el cañón automático M230 solo es empleado contra objetivos desprotegidos o poco blindados, personas, vehículos ligeros y también para protección propia. El AGM-114 Hellfire es un misil antitanque guiado por láser y radar capaz de destruir cualquier tipo de vehículo blindado conocido. Su rango de uso es de los 500 a 8000 m del blanco. Un Apache puede cargar un máximo de 16 misiles

### Guerra terrestre

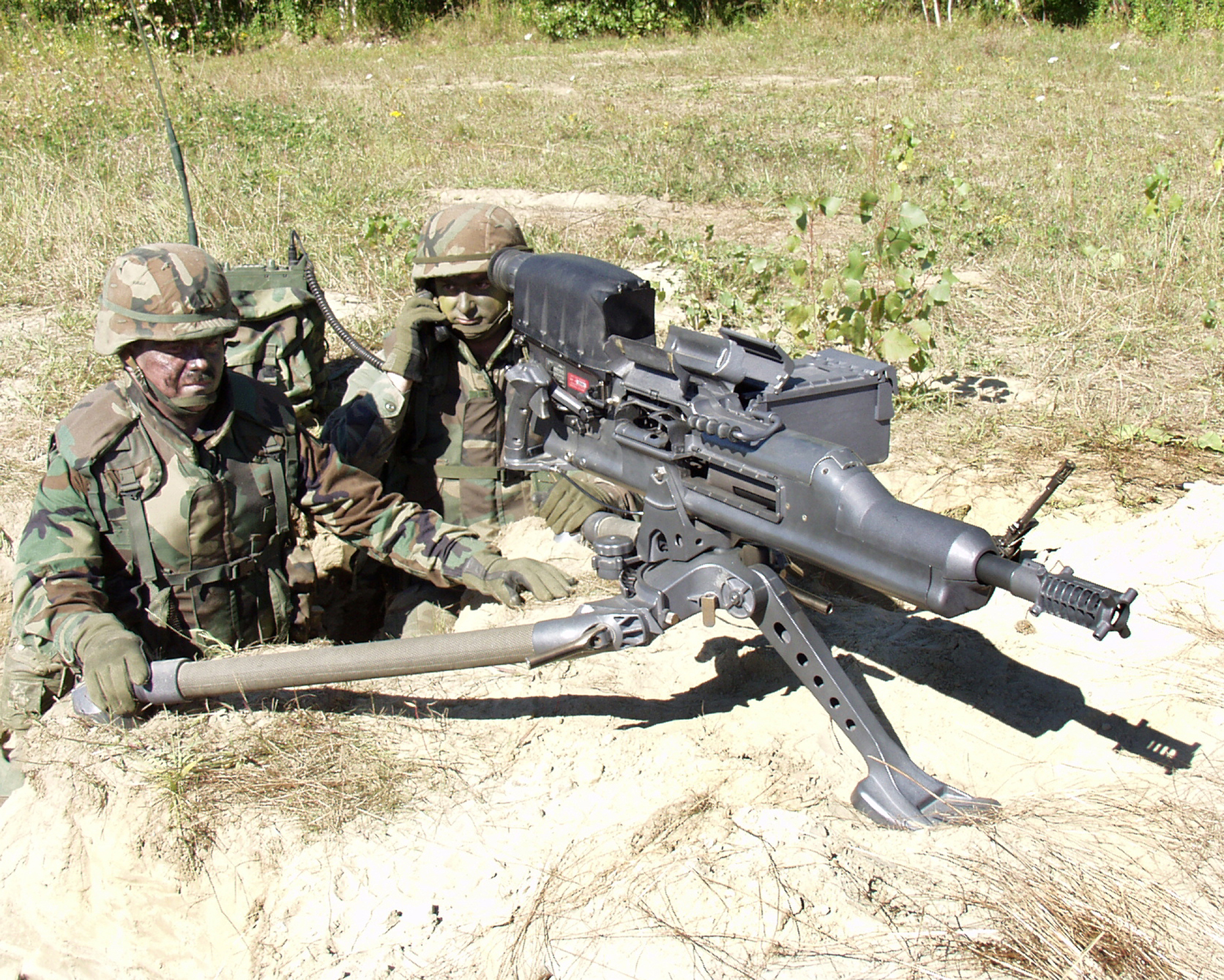
Cañón automático portátil XM307 calibre 25 mm, con dos sirvientes.

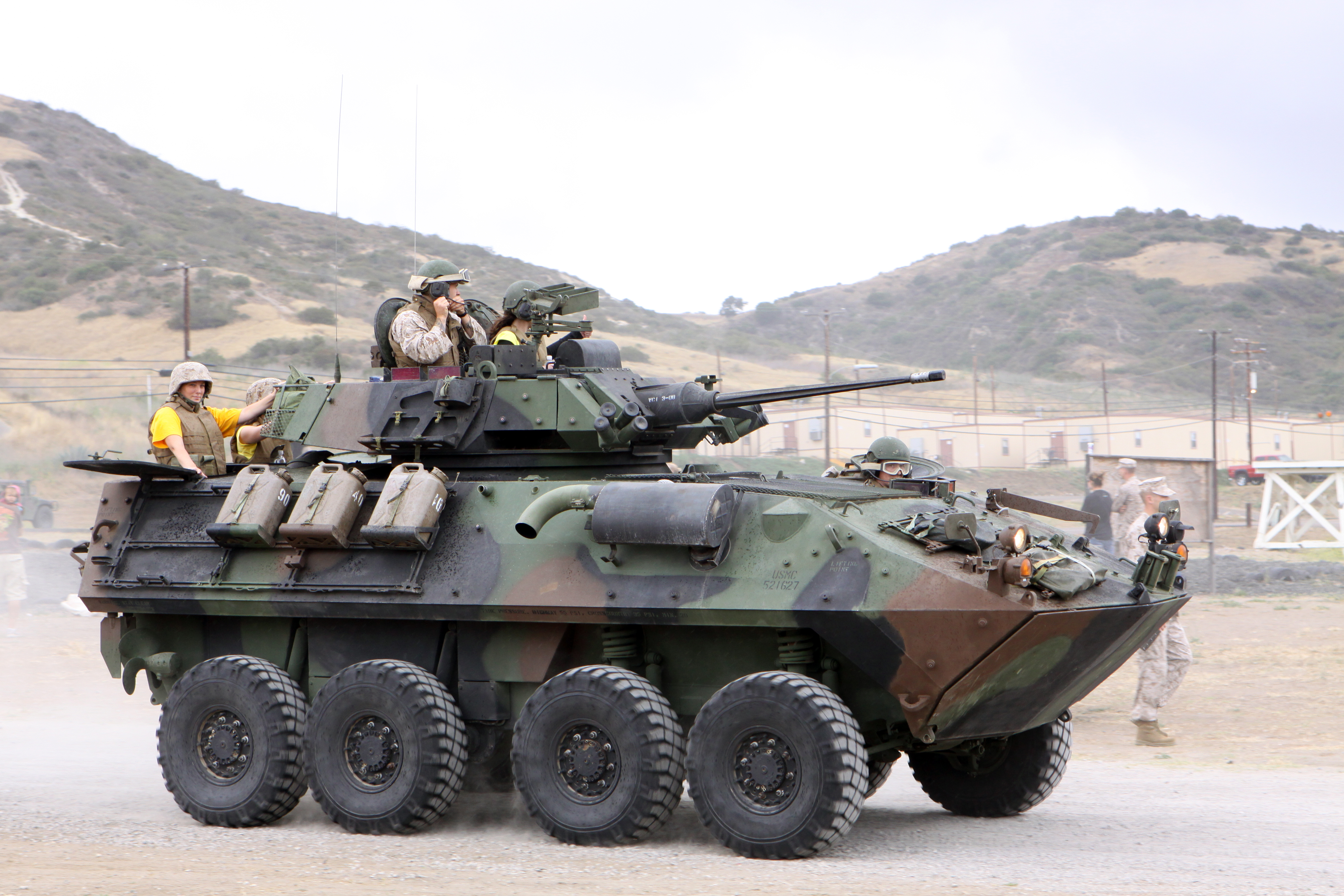
LAV-25 con un cañón M242 Bushmaster de 25 mm.

Después de la Segunda Guerra Mundial, hubo una breve tendencia hacia el desarrollo de cañones automáticos autopropulsados, como el S-60 soviético de 57 mm
y el Skysweeper estadounidense de 75 mm.
Pero desde inicios de la década de 1960, estos estaban siendo sustituidos por misiles tierra-aire. El advenimiento de los misiles antiaéreos portátiles, que podrían ser llevados por un soldado, redujeron aún más el papel de los cañones automáticos autopropulsados. De todos modos, había adaptaciones de cañones de avión, y algunos sistemas de cañones y lanzamisiles combinados para la defensa antiaérea puntual de objetivos estratégicos.
Muchos vehículos de combate de infantería, como el M2 Bradley estadounidense, los LAV 25 y ASLAV (derivados del Piranha), el Warrior británico, el Marder alemán o el ASCOD hispano-austríaco, tienen como armamento principal un cañón automático de entre 20 y 30 mm, como el M242 Bushmaster, el RARDEN o un modelo Mauser. Para combates a larga distancia, estos pueden ser complementados con misiles antitanque como el BGM-71 TOW.